# بيتي مكينون
بيتي مكينون (بالإنجليزية: Betty McKinnon)‏ هي منافسة ألعاب القوى أسترالية، ولدت في 13 يناير 1925، وتوفيت في 24 يونيو 1981.

## وصلات خارجية
- بيتي مكينون على موقع النتائج التاريخية لألعاب القوى الأسترالية (الإنجليزية)
- بيتي مكينون على موقع اللجنة الأولمبية الدولية (الإنجليزية)
- بيتي مكينون على موقع أوليمبيديا (الإنجليزية)
- بيتي مكينون على موقع اللجنة الأولمبية الأسترالية (الإنجليزية)